# Luis José Rueda Aparicio
Luis José Rueda Aparicio (3 de março de 1962) é um cardeal católico, teólogo e professor colombiano. Desde 25 de abril de 2020, ele é arcebispo de Bogotá, substituindo o cardeal Rubén Salazar Gómez.

## Biografia
Ordenou sacerdote em 1989 para a diocese de Socorro e San Gil, na qual exerceu seu ministério sacerdotal por 22 anos. Ele foi nomeado por Papa Bento XVI em fevereiro de 2012 como bispo de Montelíbano  e em 19 de maio de 2018 foi eleito pelo Papa Francisco como arcebispo da arquidiocese metropolitana de Popayán, a notícia foi publicada no L'Observatorio Romano. Sua posse canônica ocorreu em 7 de julho de 2018.

### Início e treinamento
Nascido em 3 de março de 1962, no município colombiano de San Gil do Departamento de Santander, não fez o ensino primário e secundário. Mais tarde, ele começou sua formação sacerdotal; primeiro no Seminário do Conselho de San Carlos, onde fez cursos de filosofia e depois no Seminário Maior Arquidiocesano de Bucaramanga, onde fez os teológicos.
Ele foi ordenado um sacerdote para a Diocese de Socorro e San Gil dia 23 de novembro de 1989 pelo então Bispo Jorge Leonardo Gómez Serna. Ele então teve a oportunidade de viajar para a Itália para se formar em Teologia Moral pela Academia Alfonsiana em Roma.

### Sacerdócio
Ao retornar à Colômbia, exerceu seu ministério em Socorro e San Gil, onde durante 22 anos ocupou os cargos pastorais de:
- Pastor na Albânia (1990)
- Membro do Conselho Presbiteral (1990-1992)
- Pastor e Professor do Seminário Maior de Curití (1992)
- Membro do Conselho Presbiteral (1994-1997)
- Membro do Colégio de Consultores e Professor do Seminário Maior (1994-1999)
- Pastor em Pinchote e Diretor do Ano Introdutório do Seminário Maior (1999-2000)
- Pastor "In Solidum" de Mogotes (2001-2002)
- Pastor de Barichara (2003)
- Membro do Conselho Presbiteral (2004-2007)
- Membro do Colégio de Consultores (2004-2009)
- Diretor Adjunto da Secretaria Diocesana de Pastoral Social "SEPAS"
- Reitor do Instituto Técnico de Desenvolvimento Rural "IDEAR" (2010)
- Vigário Episcopal da Pastoral da Diocese de Socorro e San Gil.

### Bispo de Montelíbano
Em 2 de fevereiro de 2012, o Papa Bento XVI  o nomeou como o novo Bispo da Diocese de Montelíbano, sucedendo a Edgar de Jesus Garcia Gil que estava destinado a ser o Bispo de Palmira.
Ele recebeu a consagração episcopal em 14 de abril, nas mãos do Núncio Apostólico no país, Aldo Cavalli, coadjuvado pelo Arcebispo Metropolitano de Bucaramanga, Ismael Rueda Sierra, e o Bispo de Socorro e San Gil, Carlos Germán Mesa Ruiz.
Ele fez sua entrada solene em 28 de abril de 2012, em uma cerimônia realizada na Catedral da Santa Cruz.
Durante seu mandato como Bispo de Montelíbano, ele também foi designado pela Assembleia Plenária do CIII, em julho de 2017, como Presidente da Comissão Episcopal de Pastoral Social e de Caridade.

### Arcebispo de Popayán
Com a renúncia do então Arcebispo de Popayán, Dom Ivan Antonio Marín López, devido à idade, em 19 de maio de 2018, o Papa Francisco o nomeou como Arcebispo metropolitano de Popayán. 
Ele recebeu a imposição do dossel do arcebispo das mãos do núncio apostólico, bispo Ettore Balestrero, em uma cerimônia realizada no sábado, 7 de julho de 2018, no coliseu La Estancia, em Popayán. Neste ato religioso que foi também participaram sacerdotes do clero arquidiocesano de Popayan, bispos, sacerdotes e diáconos de diferentes regiões do país:
- Dom Pablo Emiro Salas , arcebispo de Barranquilla.
- Dom Mario Álvarez Gómez, Bispo de Istmina-Tadó .
- Dom Leonardo Gómez Serna, Bispo Emérito de Magangué .
- Dom Edgar de Jesus García Gil , Bispo de Palmira .
- Padres e fiéis da diocese de Socorro e San Gil
- Padres e fiéis da diocese de Montelíbano .

Após a cerimônia do novo arcebispo, o Seminário Maior de San José de Popayán ofereceu um almoço de boas-vindas ao arcebispo com a assistência de bispos, padres e visitantes das dioceses participantes, bem como da família Rueda Aparicio. Da mesma forma, o Pbro. Otón Eduardo Avendaño, em nome do Presbitério da Arquidiocese de Popayán, fez um discurso de boas-vindas com a intervenção de coral e musical do Seminário Maior de San José.
O arcebispo visitou o Museu Arquidiocesano de Arte Religiosa em Popayán e conheceu a sede principal, a sede e as organizações da arquidiocese.

### Arcebispo de Bogotá
Após um curto período como arcebispo de Popayán, o Papa Francisco o nomeou arcebispo da sé metropolitana de Bogotá, sucedendo ao cardeal Rubén Salazar Gómez, que serviu como arcebispo da capital colombiana desde 2010. Dois anos antes o cardeal Salazar havia apresentado sua renúncia, conforme prescrito pela Santa Sé, depois de completar 75 anos.
A posse canônica de Monsenhor Rueda foi na Catedral Primaz da Colômbia em 11 de junho de 2020. Foi nomeado membro da Pontifícia Comissão para a América Latina, em 10 de março de 2021
Em 9 de julho de 2023, o Papa Francisco anunciou durante o Angelus que o criaria cardeal no Consistório de 30 de setembro de 2023. Recebeu o barrete vermelho e o titulus de São Lucas na Via Prenestina.
Em 4 de outubro de 2023, foi renomeado membro da Pontifícia Comissão para a América Latina.